# Goldbergpolyeder
| G(1,4) | G(4,4) |
| G(7,0) | G(5,3) |

Goldbergpolyeder är en konvex polyeder bestående av hexagoner och pentagoner. Den beskrevs första gången 1937 av Michael Goldberg (1902–1990). Den definieras av tre egenskaper: varje yta är antingen en pentagon eller en hexagon, i varje knutpunkt möts tre ytor, den är ikosaedriskt rotationssymmetrisk. De är inte nödvändigtvis spegelsymmetriska; det vill säga G(5,3) och G(3,5) är enantiomorfa med varandra. En konsekvens av Eulerkarakteristikan är att det finns exakt tolv pentagoner.
Ikosaedrisk symmetri medför att pentagoneerna alltid är regelbundna, även om många av hexagonerna inte behöver vara det. Typiskt ligger alla knutpunkter på en sfär. 
Goldbergpolyedern utgör en dual polyeder (reciprok) till en geodetisk sfär, med enbart triangelytor och sex trianglar per knutpunkt, med undantag för tolv knutpunkter med fem trianglar.
Enkla exempel på Goldbergpolyedrar inkluderar dodekaedern och trunkerad ikosaeder. Andra former kan beskrivas genom att göra ett schackdrag med en löpare från en pentagon till nästa: gå först m steg i en riktning, sväng sedan 60° till vänster och ta n steg. En sådan polyeder betecknas som G(m,n). En dodekaeder är G(1,0) och en trunkerad ikosaeder är G(1,1).
En liknande teknik kan appliceras för att konstruera en polyeder med tetraedrisk symmetri och oktaedrisk symmetri. Dessa polyedrar kommer att bestå av trianglar eller kvadrater snarare än pentagoner. Dessa varianter betecknas med romerska index: GIII(n,m), GIV(n,m), and GV(n,m).